# Newton Cruz
Newton Araújo de Oliveira e Cruz (Rio de Janeiro, 30 de outubro de 1924 — Rio de Janeiro, 15 de abril de 2022) foi um general de divisão do Exército Brasileiro, conhecido por chefiar a agência central do Serviço Nacional de Informações (SNI), entre 1977 e 1983, e por seu envolvimento no Atentado do Riocentro. Foi considerado símbolo da repressão durante a ditadura militar no Brasil entre 1964 e 1985.

## Carreira militar
Nasceu no Rio de Janeiro, então Distrito Federal, em 30 de outubro de 1924, filho de Sebastião Claudino de Oliveira e Cruz. Ingressou na carreira militar na Escola Militar do Realengo, em março de 1941. Foi declarado aspirante-a-oficial de artilharia em janeiro de 1944. Em abril do mesmo ano, foi promovido a segundo-tenente e a primeiro-tenente em junho de 1945. Em março de 1946, iniciou curso na Escola de Artilharia da Costa. Após concluí-lo, em junho de 1947, foi nomeado auxiliar de instrutor dessa Escola. Em janeiro de 1949, foi promovido a capitão e nomeado instrutor da mesma escola.
Entre janeiro e dezembro de 1951, cursou a Escola de Aperfeiçoamento de Oficiais (EsAO). Em seguida, comandou o Forte Tamandaré até fevereiro de 1954, quando iniciou curso na Escola de Comando e Estado-Maior do Exército (ECEME), encerrando-o em dezembro de 1956. Em dezembro de 1957, foi promovido a major e, em julho de 1958, foi designado para o I Exército.
Em fevereiro de 1960, foi nomeado instrutor da EsAO, onde permaneceu até fevereiro de 1962, quando foi exonerado para assumir o comando da 3ª Seção do I Exército. Em março de 1963, foi nomeado instrutor da ECEME. Em agosto desse mesmo ano, foi promovido a tenente-coronel. Permaneceu um ano como instrutor da ECEME, sendo exonerado em março de 1964, por ter sido nomeado para servir no Conselho de Segurança Nacional (CSN), como adjunto do Serviço Federal de Informação e Contra-Informação. Em setembro foi dispensado desse órgão e designado para adjunto do Serviço Nacional de Informações (SNI).
Após deixar o SNI em maio de 1967, ficou à disposição do Estado-Maior do Exército (EME). Em dezembro, ascendeu ao posto de coronel. Em março de 1968, foi matriculado no curso de Estado-Maior e Comando das Forças Armadas da Escola Superior de Guerra (ESG), terminando-o em dezembro do mesmo ano. Em janeiro de 1969, foi nomeado comandante do Regimento Floriano (1º Regimento de Obuses 105), na Vila Militar, Rio de Janeiro.
Foi adido das forças armadas junto à embaixada do Brasil na Bolívia de novembro de 1970 a fevereiro de 1973. Em seguida, foi  nomeado diretor de Assuntos Especiais, Educação Física e Desportos, onde permaneceu até março de 1974, quando retornou ao SNI. Em fevereiro de 1975, foi nomeado chefe do gabinete desse órgão.
Promovido a general de brigada em abril de 1976, foi nomeado comandante da Artilharia Divisionária da 4ª Divisão de Exército, em Pouso Alegre. Em setembro de 1977, foi nomeado para exercer o cargo de chefe da Agência Central do SNI, onde ficou até 1983. Em 1981, foi promovido a general de divisão.
Foi Comandante Militar do Planalto de agosto de 1983 a novembro de 1984. Em seguida, foi Vice-Chefe do Departamento-Geral do Pessoal. Passou para a reserva em março de 1985, ao não constar da lista de generais a serem promovidos a general de exército.

## Controvérsias
Em um número de ocasiões foi acusado de crimes cometidos ao longo de sua carreira no Exército. Notadamente, foi acusado pela morte do jornalista Alexandre von Baumgarten, baseado no testemunho do bailarino Claudio Werner Polila. O general negou seu envolvimento e afirmou ter recebido informações sobre a identidade daquele que seria o responsável pelo assassinato, porém negou-se a revelá-las.
Por longo tempo, foi relacionado ao atentado a bomba do Riocentro, ocorrido em 30 de abril de 1981. Sobre esse atentado, Newton Cruz afirmou que o grupo de militares envolvidos atuou de modo independente com o objetivo de soltar a bomba nas imediações do evento, e que o atentado não tivera a intenção de matar ninguém, teria sido apenas um "ato de presença". Em entrevista para o canal de televisão por assinatura Globo News, o general disse que impediu um outro atentado, planejado na sequência do Atentado do Riocentro, extrapolando as funções de seu cargo. Em maio de 2014, Newton Cruz foi denunciado, juntamente com quatro oficiais da reserva do Exército e outros dois réus, por crimes no atentado a bomba no Riocentro, em 1981. Contudo, em julho de 2014 recebeu habeas corpus emitido pelo Tribunal Regional Federal da 2ª Região, por este ter considerado que o crime já estaria prescrito.
Newton Cruz disse em entrevista que em 1985 o então candidato indireto à presidência do Brasil, Paulo Maluf, fora a sua casa para uma conversa. Começou falando que o certo era impedir a posse de Tancredo Neves e pediu efetivamente a morte de seu adversário político, imaginando que fosse um assassino. Maluf negou, e processou Newton Cruz.

## Carreira política
Em 1994, concorreu a governador do Rio de Janeiro pelo PSD, terminando em terceiro, com 14% do votos, atrás de Marcello Alencar (PSDB, 37%) e Anthony Garotinho (PDT, 30%).
Em fevereiro de 1997, assinou a ficha de filiação ao Partido Progressista Brasileiro. Por essa legenda, Newton Cruz se candidatou à Câmara dos Deputados em outubro de 1998, mas novamente não obteve êxito.
Casou-se com Leni da Costa Raimundo, com quem teve quatro filhos.

## Morte
Morreu em 15 de abril de 2022, no Rio de Janeiro, no Hospital Central do Exército, onde estava internado. O presidente Bolsonaro enviou uma coroa de flores ao seu velório, com a frase "tributo à democracia".